# Sebastes gilli
Sebastes gilli és una espècie de peix pertanyent a la família dels sebàstids i a l'ordre dels escorpeniformes.

## Etimologia
El seu nom científic fa referència a l'ictiòleg estatunidenc Theodore Nicholas Gill.

## Descripció
Pot assolir 71 cm de llargària màxima i 5 kg de pes. En vida, és de color vermell, taronja o groc-taronja amb taques fosques al dors i els flancs, els quals també poden tindre taques blanques. Els joves (si fa no fa, fins als 40 cm) poden ser gairebé totalment blancs amb taques fosques. Si és mort, el color del cos és ataronjat i amb el dors i els flancs amb punts de color bronze o coure (aquests punts es poden fondre en taques en alguns exemplars). 3 línies irradien des dels seus ulls (dues cap enrere i l'altra cap avall). En exemplars grans, totes les aletes són fosques, mentre que en els més petits són una mica més clares. Després d'ésser capturat, la pell esdevé força solta i s'hi formen gran bombolles (sobretot, al llarg de les aletes dorsal i anal). Boca força doblegada cap amunt.

## Reproducció
És de fecundació interna i vivípar.

## Alimentació
El seu nivell tròfic és de 3,78.

## Hàbitat i distribució geogràfica
És un peix marí, demersal (entre 75 i 375 m de fondària) i de clima subtropical, el qual viu al Pacífic oriental central: des de la badia de Monterey (Califòrnia, els Estats Units) fins al nord de Baixa Califòrnia (Mèxic), incloent-hi el corrent de Califòrnia.

## Observacions
És inofensiu per als humans, una espècie força solitària (rarament abandona el seu cau), la seua màxima esperança de vida documentada és de 47 anys i el seu índex de vulnerabilitat és d'alt a molt alt (68 de 100)